# Stellio Lorenzi
Pour les articles homonymes, voir Lorenzi.
 (novembre 2021).
Si vous disposez d'ouvrages ou d'articles de référence ou si vous connaissez des sites web de qualité traitant du thème abordé ici, merci de compléter l'article en donnant les références utiles à sa vérifiabilité et en les liant à la section « Notes et références ».
Stellio Lorenzi, né le 7 mai 1921 à Paris où il est mort le 25 septembre 1990, est un scénariste et réalisateur français. Il fut un téléaste français reconnu pour ses émissions historiques.

## Les années de formation
Stellio Lorenzi est né à Paris d'un père italien originaire de Sanremo. Il passe son enfance et son adolescence à Cannes puis rejoint la capitale. Après trois années d'études supérieures en mathématiques, il s'oriente vers des études d'architecture. Le concours d'entrée à l'École polytechnique lui est interdit, car les lois du régime de Vichy en refusent l'accès aux fils d'étrangers. En 1944, il est assistant réalisateur de Jacques Becker sur Falbalas. Il poursuit cette carrière jusqu'en 1951 auprès de réalisateurs comme Jacques de Baroncelli, Marc Maurette, Louis Daquin ou Gilles Grangier.

## Les débuts à la télévision française
En 1952, il entre à la télévision naissante qu'il connaît depuis 1949, alors qu'il appartenait à un télé-club d'Aubervilliers (Seine-Saint-Denis). Après la réalisation d'émissions artistiques (série des Visites à), il s'essaie aux dramatiques (La parole est au prophète de Bernard Hecht, Arthur Adamov, La Servante de (Marcelle Maurette). Il filme de grands vaudevilles comme ceux de Georges Feydeau ou Eugène Labiche, dont il goûte la critique du mode de vie bourgeois. Dans le même temps il adapte des œuvres théâtrales ou romanesques comme Volpone de Ben Jonson, Thérèse Raquin d'Émile Zola (1957), Montserrat d'Emmanuel Roblès (1960), Crime et Châtiment de Dostoïevski (1955), La Dame de pique de Pouchkine (1958). Il est aujourd'hui considéré comme l'un des fers de lance de L'École des Buttes-Chaumont, ensemble de réalisateurs qui se firent connaître par la production de dramatiques en direct (œuvres classiques du répertoire théâtral français, mais aussi adaptations de grands auteurs étrangers).
Son appartenance au Parti communiste français marque de son empreinte des œuvres télévisuelles, comme La Charrue et les étoiles de Seán O'Casey, qui met en scène les Pâques sanglantes de Dublin en 1916, vécues par des prolétaires.

## Les émissions historiques
Jean d'Arcy, à la tête de la télévision française, était en quête d'idées pour de nouvelles émissions autres que des adaptations. Lorenzi propose une série historique. Il contacte André Castelot et Alain Decaux, animateurs d'une émission de radio : La Tribune de l'Histoire. Decaux et Castelot refusent le projet, ne voyant pas d'avenir dans ce nouveau média. Lorenzi finit par les persuader. Les premières émissions mêlent propos d'historiens et des scènes de fiction. Progressivement l'émission devient une dramatique à part entière. Se succèdent alors Mayerling, L'Énigme du Temple, L'Homme au masque de fer, Anastasia... Ces titres font partie d'une série intitulée Les Énigmes de l'histoire.
Du 14 septembre 1957 au 29 mars 1966, trente-neuf épisodes de La caméra explore le temps tournés en direct font les beaux jours de la télévision française. On peut citer Les Templiers en 1961, l'épisode : La Terreur et la Vertu en 1964 sur Danton et Robespierre, Les Cathares en 1965… 
On dit[Qui ?] de Lorenzi qu'il a fait « la première grande histoire nationale en images imprégnée d'un civisme éthique ». C'est ce qui lui vaut quelques soucis, à l'image des problèmes soulevés par Cinq-Mars, dramatique relatant la vie d'un conspirateur opposé au cardinal de Richelieu et par L'Affaire Calas relatant une erreur judiciaire dont Voltaire s'était fait l'écho. Lorenzi instaure avec le public une réflexion sur l'arbitraire, le fanatisme religieux ou les injustices sociales. La série s'arrête en 1966 sous la pression politique qui s'inquiète du pouvoir grandissant de la télévision et des opinions pour le moins tranchées de Lorenzi. Mais à l'époque, la guerre froide fait rage, et ce sont surtout les liens unissant Lorenzi au parti communiste qui inquiètent les politiques et les dirigeants de la télévision, même si Lorenzi lui-même affirmait à l'époque qu'il avait pris ses distances avec le parti communiste, souhaitant porter un regard républicain, neutre et objectif, dénué d'esprit partisan, sur ses créations futures. Il insistait aussi sur le caractère pédagogique de ses réalisations.

## Jacquou le croquant, un succès populaire
Lorenzi évoque les années 1950 et 1960 en disant que les moyens techniques ne permettaient que des scènes d'intérieur, réduisant les séries historiques aux relations entre les grands personnages de l'histoire. Plus tard, les nouveaux moyens techniques permettent de découvrir le quotidien des gens simples tout autant acteurs de l'Histoire. Ainsi, en 1967, naît la mini-série Jacquou le Croquant, adapté d'Eugène Le Roy. Les six épisodes d'une heure trente minutes sont écrits par Lorenzi et Michèle O'Glor. Cette fresque paysanne met en scène une famille de métayers du Périgord entre 1819 et 1830. Elle permet à Lorenzi d'explorer ses thèmes de prédilection comme l'injustice et l'arbitraire. Les nouveaux moyens techniques rendent réalistes des scènes qu'il filme en caméra portée. Il puise son inspiration visuelle dans les peintures des frères Le Nain tout autant que dans le documentaire Farrebique de Georges Rouquier.

## Une fin de carrière en cohérence avec son engagement politique
En mai 1968, Lorenzi participe à l' « opération Jéricho » qui consistait pour les personnels en grève de l'ORTF à tourner autour de la Maison de la Radio pour "« en faire tomber les murs »".
Dans les années 1970, il réalise entre autres une série de quatre épisodes :  Zola ou la conscience humaine d'après Armand Lanoux qui avait consacré une biographie à l'auteur des Rougon-Macquart. 
Dans les années 1980, Stellio Lorenzi devient producteur délégué à Antenne 2. Il dirige une collection s'intitulant L'Histoire en marche qu'il définit comme « une série de films d'aventure pris au sens large, dont la conception serait la résultante d'une collaboration entre Alexandre Dumas, pour les intrigues et le contexte historique, Simenon pour les reflets sociaux et Emmanuel Le Roy Ladurie pour ce qui est de la nouvelle histoire au niveau du peuple ». Seules trois émissions seront tournées et diffusées en 1985-1986 : Le Serment (réal. Roger Kahane, 1985), Les Prisonnières (réal. Jean-Louis Lorenzi, 1985), La Patrie en danger (réal. Michel Carrier, 1986).
Lorenzi termine sa carrière comme conseiller à la présidence d'Antenne 2, et meurt le 25 septembre 1990, à l'âge de 69 ans, des suites d'un cancer, juste après tout un été de rétrospectives télévisuelles ambitieuses (Les Rois maudits, Le Huguenot récalcitrant, Don Juan par Marcel Bluwal, etc., en plus des traditionnelles rediffusions des films de Pagnol les lundis soir -comme La femme du boulanger le 2 juillet 1990, La fille du puisatier juste 50 ans après la débâcle, etc.-), pour les 40 ans de la télé, sur FR3, cycle estival présenté par Pierre Tchernia.
Stellio Lorenzi est un téléaste qui a contribué au développement de la télévision française, au même titre que, par exemple, Claude Barma, Jean Prat ou Marcel Bluwal, et ses œuvres sont en cohérence avec son engagement politique et surtout un vibrant idéal humaniste et républicain, notamment dans ses émissions historiques.

## Vie privée
Marié en 1946, il est le père de quatre enfants : Claire (née en 1949), Laura (née en 1950), Jean-Louis Lorenzi (né en 1954), réalisateur, et Antoine Lorenzi (né en 1959), réalisateur.

## Filmographie

### Au cinéma
Assistant réalisateur
- 1945 : Falbalas de Jacques Becker
- 1946 : La Rose de la mer de Jacques de Baroncelli
- 1947 : Danger de mort de Gilles Grangier
- 1947 : Dernier Refuge de Marc Maurette
- 1949 : Le Point du jour de Louis Daquin[3]
- 1949 : Le Mystère de la chambre jaune d'Henri Aisner
- 1949 : Le Parfum de la dame en noir de Louis Daquin
- 1949 : Amour et compagnie de Gilles Grangier
- 1951 : Maître après Dieu de Louis Daquin

Réalisateur
- 1962 : Climats d'après André Maurois

Acteur
- 1962 : Adieu Philippine de Jacques Rozier

### À la télévision
En tant que réalisateur
- 1952 : Série des Visites à
- 1953 : La parole est au prophète d'après Hecht et Adamov
- 1954 : Volpone d'après Ben Jonson
- 1954 : L'Affaire Lafarge, d'après la reconstitution du procès par Marcelle Maurette, avec Maria Casares et Pierre Mondy (INA)
- 1955 : Crime et Châtiment d'après Fiodor Dostoïevski
- 1956 : La Belle Hélène d'après Jacques Offenbach
- 1956 : La Puce à l'oreille d'après Georges Feydeau
- 1956-1957 : série des Énigmes de l'histoire[4]
- 1957-1966 : 28 épisodes de La caméra explore le temps[5]
- 1957 : Thérèse Raquin d'après Émile Zola
- 1957 : Un chapeau de paille d'Italie d'Eugène Labiche
- 1958 : Monsieur chasse d'après Georges Feydeau
- 1958 : La Dame de pique[6] d'après Alexandre Pouchkine avec Jean Rochefort, Roger Carel, Daniel Ceccaldi, Arlette Thomas
- 1958 : Le Voyage de monsieur Perrichon d'après Eugène Labiche
- 1959 : Marie Stuart d'après Friedrich Schiller, téléfilm
- 1960 : Montserrat d'après Emmanuel Roblès
- 1962 : Oncle Vania[7] d'après Anton Tchekhov avec Gérard Chouchan, Jean Topart
- 1963 : La Charrue et les Étoiles d'après Sean O'Casey
- 1964 : La caméra explore le temps (épisode : La Terreur et la Vertu) [8] issu de l'émission La caméra explore le temps créée en 1957 par Stellio Lorenzi, André Castelot et Alain Decaux
- 1965 : Donadieu[9],[10]
- 1967 : Jacquou le Croquant[11], série de six épisodes
- 1971 : La Cerisaie d'après Anton Tchekhov
- 1974 : Antigone d'après Sophocle
- 1975 : Les Rosenberg ne doivent pas mourir[12], téléfilm, adapté par Alain Decaux avec Marie-José Nat, Paul Le Person, Georges Wilson
- 1978 : Émile Zola ou la conscience humaine[13]

## Théâtre
Metteur en scène
- 1970 : Dom Juan de Molière, théâtre de Nice
- 1970 : Montserrat d'Emmanuel Roblès, Festival de la Cité Carcassonne

### Sources et bibliographie
- Christian Bosseno, 200 téléastes français, éditions Corlet-Télérama, Paris, 1989.
- Jean-Marc Doniak, Les Fictions de la télévision française, éditions Dixit, Paris, 1998.
- L'Humanité, 27 septembre 1990, article de Jack Ralite sur Stellio Lorenzi.
- Gilles Delavaud, L'Art de la télévision : Histoire et esthétique de la dramatique télévisée (1950-1965). Bruxelles : De Boeck ; Brie-sur-Marne (Val-de-Marne) : INA [Institut national de l'audiovisuel], DL 2005. (Collection Médias-Recherches. Série Études).  (ISBN 2804149439)